# Nemzeti Generáció
A Nemzeti Generáció (franciául: Génération nation), korábban Fiatal Nemzeti Front (franciául: Front national de la jeunesse) a Nemzeti Tömörülés nevű francia szélsőjobboldali párt ifjúsági szervezete. 2011-ben alapították, a szervezet tagjainak alsó és felső korhatára 16 ill. 30 év. A Fiatal Nemzeti Generáció tagjainak létszáma 25 ezer fő volt 2013 decemberében.

## Elnökök
- 1973-1983: Christian Baeckeroot
- 1983-1986: Carl Lang
- 1986-1992: Martial Bild
- 1992-1999: Samuel Maréchal
- 1999-2000: Guillaume Luyt
- 2000-2001: Erwan Le Gouëllec
- 2001-2004: Louis-Armand de Béjarry
- 2005: Arnaud Frery
- 2005-2008: Alexandre Ayroulet
- 2008-2009: Loïc Lemarinier
- 2009-2011: David Rachline
- 2011-2012: Nathalie Pigeot
- 2012-2014: Julien Rochedy
- 2014-2018: Gaëtan Dussausaye
- 2018 óta: Jordan Bardella